# Miranda Ranieri
Pour les articles homonymes, voir Ranieri.
Miranda Ranieri née le 20 avril 1986 à Toronto, est une joueuse professionnelle de squash représentant le Canada. Elle atteint le 43e rang mondial en mai 2012, son meilleur classement. Elle est championne du Canada à trois reprises consécutivement de 2010 à 2012.
Elle gagne une médaille d'or par équipe et une médaille de bronze en individuel aux Jeux panaméricains de 2011.
Elle mène de front une carrière de joueuse de squash et d'étudiante en médecine jusqu'en 2013 et depuis 2016, elle exerce comme docteur en optométrie.

## Palmarès

### Titres
- Championnats du Canada : 3 titres (2010-2012)